# سیارک ۱۳۲۱۴
سیارک ۱۳۲۱۴ (به انگلیسی: 13214 Chirikov، نامگذاری:1997JJ16)۱۳۲۱۴مین سیارک کشف شده‌است که در ۰۳ مه ۱۹۹۷ کشف شد.